# Marquesa de las Amarillas

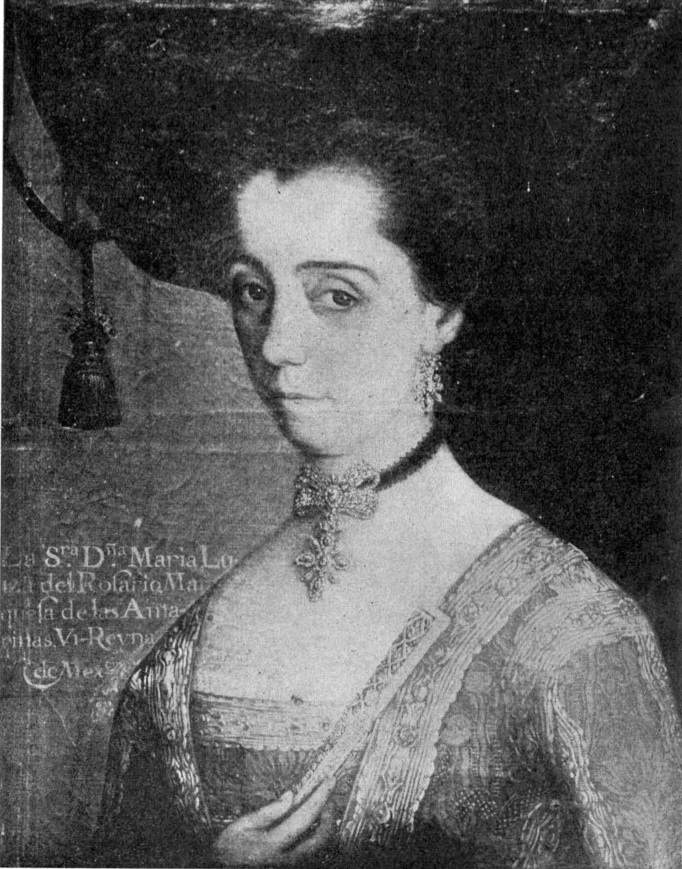
Retrato de Luisa María del Rosario de Ahumada y Vera, segunda Marquesa de las Amarillas

Luisa María del Rosario Ahumada y Vera, Marquesa de las Amarillas fue la virreina de la Nueva España entre 1755 y 1760. Es autora del Diario de Viaje de Cádiz a México, en donde narra su experiencia al trasladarse de España a la Nueva España. Fue Luisa María quien posibilitó el título de virrey a su marido y tío, Agustín Ahumada, gracias a su título de Marquesa, heredado de su padre, Francisco Pablo de Ahumada y Mendoza Villalón y Narváez, primer Marqués de las Amarillas y de su madre Catalina de Vera y Leyva.

## Familia
Luisa María del Rosario Ahumada fue hija de Catalina de Vera y Leyva y Francisco Pablo de Ahumada y Mendoza Villalón y Narváez, primer Marqués de las Amarillas. El título de Marquesado de las Amarillas fue inventado por Felipe V en 1747. Francisco lo heredó a Luisa María, por ser su única descendiente.
La Marquesa contrajo nupcias con su tío Agustín Ahumada, a quien otorgó el título nobiliario de marqués, lo cual permitió que fuera nombrado virrey de la Nueva España en 1755. Durante la dinastía de los Austria, era común que fueran las virreinas quienes heredaban el linaje noble a sus esposos. Luisa María y Agustín tuvieron juntos un hijo, quien murió en marzo de 1756, a los pocos meses de su llegada a la Nueva España.

## Vida
Se tienen pocos datos sobre la vida de la marquesa de las Amarillas. Sin embargo, tenemos algunas descripciones que dejan ver su manera propia de hacer política y su presencia pública en la ciudad. Así la describe Manuel Romero de Terreros al salir vestida de hombre del palacio:
salía del Real Palacio para el campo, la Excma. señora Virreina a caballo, tocada de Gudriel, con sombrero, corbatín, camisón, chupa, andriel y talas”, y montada como hombre, aunque no se le veí el pie en el estribo. [...] llamó mucho la atención del público “respecto a no ser practicable entre las señoras de estos reinos”, pero de ahí en adelante fueron muy frecuentes los tales paseos, dirigiéndose casi siempre la comitiva al bosque de Chapultepec, y de allí, por la calzada de la Verónica, a alguna casa de campo de la Tlaxpana, en donde se veía un excelente refresco.
Romero de Terreros describe también cómo la virreina, en el último tramo de su viaje de llegada, se trasladó a la Ciudad de México sin esperar la compañía de su marido, acompañada de una comitiva de mujeres y hombres.
Existe una Relación del festejo que a los marqueses de las amarillas hicieron las señoras religiosas del Convento de San Jerónimo, escrita en 1756 por Joaquín Barruchi y Arana, en la que el autor relata la celebración con la que las monjas de este convento recibieron la llegada de la virreina y el virrey. La recepción estuvo acompañada de teatro y música, actividades que gustaban mucho a la Marquesa y que formaban parte de la vida conventual femenina.
Agustín Ahumada falleció en Cuernavaca a principcios de 1760. La Marquesa regresó entonces a España, en donde se casó con Francisco de Giles. Luisa María del Rosario Ahumada y Vera falleció en Sevilla el 10 de diciembre de 1791.

## Diario de viaje
La Marquesa de las Amarillas escribió una versión en prosa del Diario de viaje de Cádiz a México. Agustín Ribadeneyra, secretario de la virreina, versificó el texto; es esta la versión con la que contamos actualmente. En el diario, la Marquesa relata su experiencia al migrar de España a la Nueva España. La autora describe sus sensanciones, los lugares que atraviesan, las celebraciones que tenían lugar a bordo del barco, así como reflexiones de diversos asuntos.